# Aeroportul Savannakhet
Aeroportul Savannakhet (IATA: ZVK, ICAO: VLSK) este un aeroport din Savannakhet Province⁠(d), Laos ce deservește zona Savannakhet⁠(d). A fost numit după zona deservită.
Situat la o altitudine de 155 m, aeroportul dispune de o singură pistă.